# Canonie
Een canonie is een gemeenschap van norbertijnen, waarvan de leden zich allen door kloostergeloften hebben gebonden aan eenzelfde kerk.  Verschillende canoniën vormen samen een circarie. De leden van een canonie worden vanouds reguliere kanunniken genoemd.
De premonstratenzerorde vormt anno 2005 een federatie van 36 zelfstandige canonieën (abdijen en priorijen) van mannelijke religieuzen.